# Зимно (городище)
Зимновское городище (укр. Зимненське городище) — славянское городище в Волынской области Украины, относимое к пражско-корчакской археологической культуре.
Население городища соотносят с дулебами.
Расположено на мысу, возвышаясь на 16 метров над рекой Луга (приток Западного Буга) близ села Зимное. Городище состояло из землянок и окружено было частоколом и стеной из уложенных друг на друга деревянных брёвен, закреплённых вертикальными столбами. В систему укреплений входили также три башни и большая деревянная постройка, пристроенная к стене с внутренней стороны. В плане городище имеет форму неправильного треугольника длиной 135 м, наибольшей шириной в юго-восточной части 65 м, наименьшей в северо-западной — 14 м. Общая площадь укрепленной части — примерно 0,45 га. В городище жили кузнецы и камнерезы. Керамика лепная слабоорнаментированная, нередки находки глиняных сковородок. На местах погребений находят останки кремации. Возможно, Зимно было административным местом пребывания вождя славянского племени со своей дружиной, либо здесь располагался общинный центр, в длинных домах которого проводились разного рода сходы членов общины, а во время военного нападения в них находили убежище жители окрестных не укреплённых поселений (одно из них обнаружено в 250 метрах от городища).
Некоторые исследователи, например, В. Аулих, полагают, что городище было уничтожено в середине VII века аварами.